# Emiliano (prefeito pretoriano)
Emiliano (em latim: Aemilianus) foi um oficial romano do século IV. Foi citado numa lei de 9 de maio de 328 preservada no Código de Teodósio (xi 16. 4*) e pensa-se que exerceu a função de prefeito pretoriano na Itália com o césar Constâncio II.